# Szukkót
A szukkót időpontja
A zsidó naptár szerint:
- tisri 15–21.

A Gergely-naptár szerint:
- 5773: 2012. szeptember 30–október 7.
- 5774: 2013. szeptember 18–25.
- 5775: 2014. október 8–15.
- 5776: 2015. szeptember 27–október 4.
- 5777: 2016. október 16–23.
- 5778: 2017. október 4–11.[2]
- 5779: 2018. szeptember 23–30.
- 5780: 2019. október 13–20.
- 5781: 2020. október 2–9.
- 5782: 2021. szeptember 20–27.
- 5783: 2022. október 9–16.
- 5784: 2023. szeptember 29–október 6.
- 5785: 2024. október 16–23.
- 5786: 2025. október 6–13.
- 5787: 2026. szeptember 25–október 2.
- 5788: 2027. október 15–22.
- 5789: 2028. október 4–11.
- 5790: 2029. szeptember 23–30.

Szukkót (héberül סֻכּוֹת (pontozatlanul סוכות is) (lomb)sátrak, askenáz kiejtéssel Szuk(k)ajsz), az úgynevezett Sátrak ünnepe, másként: Hag hasszukkót.
A szukkót hét napon át tart, zárásaként a nyolcadik napon a Smíni aceret, vagyis az őszi záróünnep követi. Több vidám vallási szertartás, sok ének és tánc kíséri az örömünnepet.
Az ünnep lényege, hogy kifejezze az Isten gondviselésében való bizakodást és hitet. Ahogyan a Mindenható a pusztában gondoskodott népéről, úgy ezután is fog. Éppen ezért teszi a Biblia az ünnepet az aratás, betakarítás idejére:
„A sátorok ünnepét hét napig tartsd, mikor begyűjtöd a termést a te szérűdről és sajtódról. És örvendezz a te ünnepeden, te és a te fiad, a te leányod, szolgád és szolgálóleányod, a lévita, a jövevény, az árva és az özvegy, akik belől vannak a te kapuidon. Hét napig ünnepelj az Úrnak, a te Istenednek azon a helyen, a melyet kiválaszt az Úr, mert megáld téged az Úr, a te Istened minden termésedben, és kezeidnek minden munkájában; azért örvendezz igen! Minden esztendőben háromszor jelenjen meg közüled minden férfiú az Úrnak, a te Istenednek színe előtt azon a helyen, a melyet kiválaszt; a kovásztalan kenyerek ünnepén, a hetek ünnepén, és a sátorok ünnepén. De üres kézzel senki se jelenjen meg az Úr előtt!” (5 Mózes 16:13–16; Károli)
A pészahhal és a sávuóttal együtt ez a három, úgynevezett zarándokünnep egyike, melyen a Szentély fennállásának idején a zsidóknak Jeruzsálembe kellett menniük, hogy áldozatot mutassanak be.

## A sátrak ünnepe

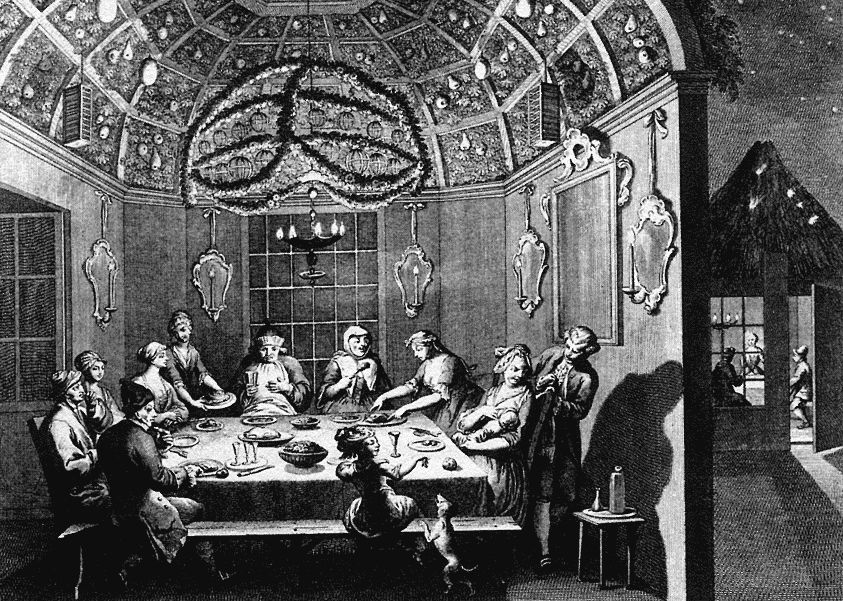
17. századi ábrázolás a szukkótról

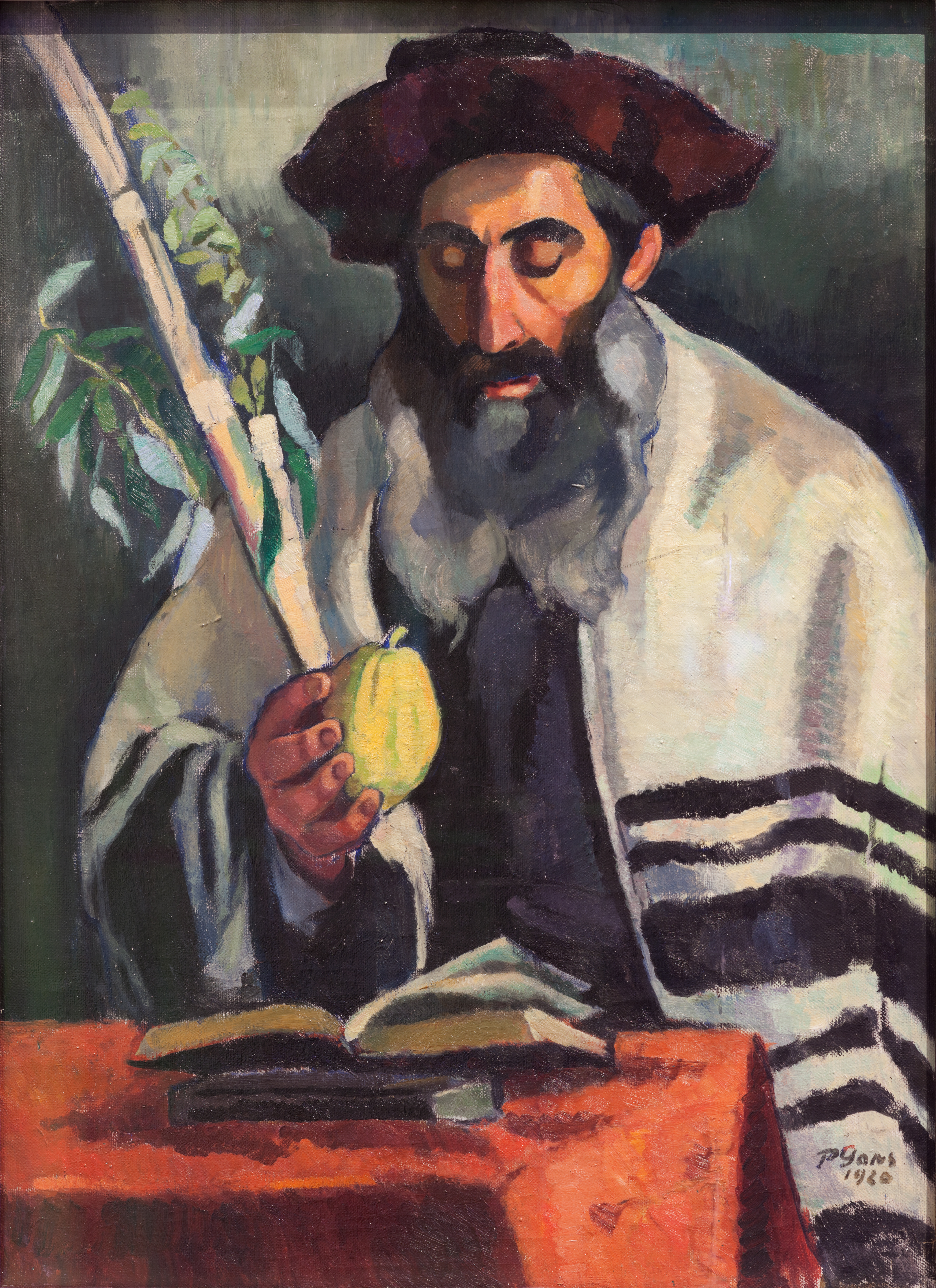
Ima szukkót örömünnepén

„Sátorokban lakjatok hét napig, minden bennszülött sátorokban lakjék Izráelben. Hogy megtudják a ti nemzetségeitek, hogy sátorban lakattam Izráel fiait, a mikor kihoztam őket Égyiptom földéről. Én vagyok az Úr, a ti Istenetek.” (3 Mózes 23:42–43; Károli)
Szukkótkor a vallásos zsidók lombsátrakba költöznek legalább az étkezések idejére, hogy emlékezzenek arra az időre, amikor őseik negyven évig vándoroltak a sivatagban. A szabadban felállított sátrakat faágakkal borítják, feldíszítik és ünnepi étkezéseik alkalmával minden nap más bibliai személyt – Ábrahámot, Izsákot, Jákobot, Józsefet, Mózest, Áront, Dávidot – hívnak meg azokba.
A sátor (סֻכָּה szukká) az ünnep alatt átmeneti szállásként szolgál, minden alkalommal, amikor belépnek vagy a kenyeret megáldják a következőket mondják:

### A (lomb)sátorépítés
A sátor oldalai (minimum három) bármilyen anyagból, akár kőből is készülhetnek, mivel az ideiglenes jelleget a tető adja a sátornak. A tetőt földből növő élő növényekből kell elkészíteni lazán, összekötözés nélkül. A tetőhöz nem használható gyümölcsöt is tartalmazó ág, a kóser tetőalapanyagot szhách névvel illetik. A tetőn nem lehet huszonöt centiméternél hosszabb, vagy szélesebb rés, de lehetnek rajta hézagok, amelyeken keresztül éjjel a csillagok láthatóak, azonban az eső ellen védenie kell. A sátor nem kerülhet fa, vagy egy építmény teteje alá.

A sátor tetejét az építés legvégén helyezik fel, ezután feldíszítik a sátrat, hogy vonzó legyen. A sátor lehet egészen kicsi, akár egyszemélyes is, de lehet több száz fő befogadására alkalmas is.

## A betakarítás ünnepe

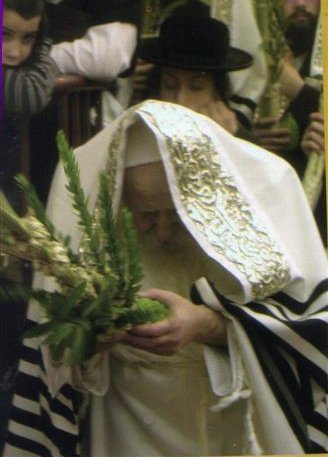
A montreáli rabbi imája szukkótkor

„És az aratás innepét, munkád zsengéjét, a melyet elvetettél a mezőn; és a takarodás innepét az esztendő végén, a mikor termésedet betakarítod a mezőről.” (2 Mózes 23:16; Károli)
A Hág Heászíf, a betakarítás ünnepének jeleként, szombat kivételével minden nap meglengetik az ünnepi csokrokat, a lúláv-okat a zsinagógákban, kinyilvánítva ezzel Isten uralmát az egész földön és hálát adva a jó termésért, sikeres szüretért.

### A lúláv
A szukkót jellemző, meghatározó kelléke a sátoron kívül a négy különböző növényből készült ünnepi csokor, a lúláv (לוּלָב). A négy növény a következő:
- etrog – ez nem kerül a csokorba, hanem a bal kézben külön tartják
- pálmalevél – a tulajdonképpeni lúláv, amiről a csokor a nevét kapta
- mirtuszág – hádász
- fűzfagally – árává.

A hívő zsidók az utóbbi háromból készített csokrokkal és a bal kézben szárával felfelé tartott etroggal fejezik ki örömüket Isten előtt (minden hívőnek sajáttal kell rendelkeznie).
Szukkót minden napján (kivéve a szombati napokat) áldást mondanak a négyféle növény tartása közben:
Szukkót első napján ezt egy másik áldással toldják meg (Sehechejánu). Az áldás után megfordítják az etrogot és meglengetik a lúlávot a négy világtáj felé, majd fel és le, ezzel is jelezve, hogy Isten mindenhol jelen van.
A szukkóti istentiszteleten is mondanak Hallélt. Ezalatt is folyamatosan kézben tartják a négy növényt, és amikor kell meglengetik a lulávot. Az alkalom egy pontján (hósánót) a gyülekezet ünnepi körmenetté alakul és kezükben a lúlávval és etroggal mind a hét napon megkerülik (hósáná rábá napján hétszer) az emelvényt (bímá). Amikor még állt a templom, akkor az oltárt járták körül hasonló módon.

## A vízmerítés örömünnepe
A bibliai időkben ekkor volt a Szimchat bét hassóévá, a vízmerítés örömünnepe, a hagyomány szerint ugyanis Isten ekkor mond ítéletet a lehulló csapadék mennyisége felett.
„Aki nem látott Vízmerítő-ünnepet, az nem látott még örömünnepet” (Talmud)
A szukkót napjait örömünk idejének – zmán szimcháténú – is nevezték.
Szukkótkor a szentélyben hetven áldozatot mutattak be Noé leszármazottaiért, azaz a világ összes népéért (mivel a zsidó hagyomány szerint hetven nép létezik).

## A nagy segítségkérés napja
Szukkót hetedik napját, a hósáná rábát a szukkót részeként kell kezelni, de akár külön ünnepként is megállja a helyét. Ezen a napon a jom kippuron elpecsételt ítéletet még meg lehet változtatni.

## Lásd még
- Judaisztikai szakirodalmi művek listája

## Külső hivatkozások
- zsido.hu – Raj Tamás: A sátrak ünnepe Archiválva 2005. augusztus 28-i dátummal a Wayback Machine-ben
- zsido.com – Hayim Halevy Donin: Szukot Archiválva 2007. szeptember 28-i dátummal a Wayback Machine-ben
- hit.hu –  Szukkót – a sátorok ünnepe
- Országos Rabbiképző - Zsidó Egyetem Zsinagógai naptár Archiválva 2011. március 7-i dátummal a Wayback Machine-ben